# 西川宏美
西川 宏美（にしかわ ひろみ、1972年12月29日 - ）は、日本の女性声優、ナレーター。青二プロダクション所属。東京都出身。

## 来歴
青二塾東京校13期卒業。

## 人物
資格・免許はアロマテラピー検定1級。趣味は天然石アクセサリー製作、着物、陶芸、釣り、テレビゲーム。特技はパン作り、ヘアアレンジ。

## 出演
太字はメインキャラクター。

### テレビアニメ
時期不明
- キテレツ大百科（男の子、主婦、子供、六年生、女子大生、肉山の仲間）
- クレヨンしんちゃん（時期不明 - 2023年、おばさん衛生士、女子大生B、ネコ、おばさん、春恵 他）

1993年
- GS美神（子供、バニーガール、女性、女子生徒）
- SLAM DUNK（松井、女子大生、女生徒）
- ドラゴンボールZ（1993年 - 1996年、女性、ワルガキ）
- 蒼き伝説シュート!（女の子）
- 美少女戦士セーラームーンシリーズ（1993年 - 1995年、女の子、子供、女生徒、アイアンダー、ぎったん子 他） - 3シリーズ

1994年
- ツヨシしっかりしなさい（女性社員A）
- ママレード・ボーイ（女性）

1996年
- ご近所物語（販売員）
- イーハトーブ幻想〜KENjIの春（生徒）
- ゲゲゲの鬼太郎（第4作）（1996年 - 1997年、女性A、美女、女性、キャスター、主婦A）

1998年
- 遊☆戯☆王（ブルー）
- ロードス島戦記-英雄騎士伝-（カーラ）
- ロスト・ユニバース（准看）

1999年
- BLUE GENDER（ミン）

2000年
- 犬夜叉（バァさん）
- ONE PIECE（2000年 - 2009年、ムーディ、パンジー、戦士、女戦士、コスモス、女将、モクレン）

2001年
- 機動天使エンジェリックレイヤー（稲田夕子）
- 地球防衛家族（副官）
- ののちゃん（ナース）

2002年
- 地球防衛家族（副官）
- 超重神グラヴィオン（リンダ）

2004年
- 下級生2〜瞳の中の少女たち〜（横溝ふみ）
- ボボボーボ・ボーボボ（魚雷ガール）

2005年
- あたしンち（2005年 - 2008年、おかみさん、おばさんB、パン屋さんの奥さん、おばさん、おばちゃん 他）
- エンジェルハート（福留祐介〈幼少〉）

2006年
- 出ましたっ!パワパフガールズZ（美容院の客）

2007年
- ゲゲゲの鬼太郎（第5作）（秘書）

2008年
- 忍たま乱太郎（2008年 - 2022年、事務員のおばちゃん〈2代目〉、おばさん、庵主）
- 魔法遣いに大切なこと 〜夏のソラ〜（草太の母）

2009年
- ご姉弟物語（町田の母、おばさん）
- 名探偵コナン（2009年 - 2016年、道田巡子、主婦）

2010年
- ドラえもん（テレビ朝日版第2期）（2010年 - 2017年、主婦、ユーレイ、家主）

2015年
- 英国一家、日本を食べる（牧場主）

2019年
- 爆釣バーハンター（モナリザ）

### 劇場アニメ
- 劇場版 美少女戦士セーラームーンR（1993年、カンパニュラ）
- スラムダンク（1994年、松井）
- スラムダンク 全国制覇だ! 桜木花道（1994年、松井）
- ゲゲゲの鬼太郎 大海獣（1996年、村人B）
- 遊☆戯☆王（1999年、ケンタ）
- クレヨンしんちゃん 嵐を呼ぶ栄光のヤキニクロード（2003年、下田の妻[6]）
- 河童のクゥと夏休み（2007年、電車内のおばさん）

### OVA
- メルティランサーThe Animation（1999年、アナウンサー、お天気アナ、キャスターA）
- 英雄伝説 空の軌跡 THE ANIMATION（2011年、ルシオラ）

### Webアニメ
- クレヨンしんちゃん外伝 家族連れ狼（2017年、子供A、おばあさん）

### ゲーム
1994年
- 女神天国（勇のメガQ）

1997年
- ドキドキプリティリーグ（綾小路桜）

1998年
- 星の丘学園物語 学園祭（片栗かすみ）

2000年
- 決戦（サイゾウ、細川ガラシャ）

2001年
- Only you -リ・クルス-（阿眞女）
- 百獣戦隊ガオレンジャー（女ラセツ）

2002年
- ファーストKiss☆物語II 〜あなたがいるから〜（本郷路美紗）
- リーヴェルファンタジア〜マリエルと妖精物語〜（リビー）

2004年
- 犬夜叉 〜呪詛の仮面〜
- ボボボーボ・ボーボボ 爆闘ハジケ大戦（魚雷ガール）

2005年
- テイルズ オブ ザ ワールド なりきりダンジョン3（ポニー）
- リモートコントロールダンディSF（ニッキー・クリップ）

2006年
- 英雄伝説 空の軌跡SC（ルシオラ）

2007年
- 英雄伝説 空の軌跡 the 3rd（ルシオラ）

2008年
- 風のクロノア door to phantomile（月の女王、オババ）※Wii版
- ラスト・エスコート2 〜深夜の甘い棘〜（柊子ママ）

2012年
- ダークエスケープ 3D

2013年
- 英雄伝説 閃の軌跡（スカーレット）

### 特撮
- テツワン探偵ロボタック（1998年、小象ロボットの声）
- テツワン探偵ロボタック&カブタック 不思議の国の大冒険（1998年、小象ロボットの声）
- 仮面ライダーアギト（2001年、クイーンジャガーロード/パンテラス・マギストラの声）
- 百獣戦隊ガオレンジャー（2001年、ハイネスデュークオルグ・ラセツの声〈女の声〉）
- 忍風戦隊ハリケンジャー（2002年、香水忍者キラ・コローネの声）

### ドラマCD
- DARK EDGE（深谷）
- テイルズ オブ ファンタジア なりきりダンジョン -月の章-（母親）
- 下級生2 ドラマCD(2)（2004年、横溝ふみ）

### 音楽CD
- 下級生2〜瞳の中の少女たち〜 ソング・コレクション（2004年11月26日）

### 舞台
- 劇団大富豪6回公演 「八月のシャハラザード（再演）」（2009年2月26日‐3月1日、中目黒ウッディシアター）
- 劇団大富豪特別公演 「Cage.」（2010年3月24日‐28日、中野ザ・ポケット）

### ナレーション
- いま得!
- 香取慎吾の特上!天声慎吾
- ザ・スクープ
- 38COM-SHOW
- SmaSTATION!!
- 大リーグ インサイドリポート
- What's on Asia
- 報道特集
- 女神のハテナ

### テレビドラマ
- サラリーマン刑事3（2000年）

### 映画
- 踊る大捜査線 THE MOVIE（1998年）

### ボイスオーバー
- 世界まる見え!テレビ特捜部
- 日立 世界・ふしぎ発見!

### ラジオ
- 私立高校特番

### ラジオドラマ
- 青山二丁目劇場
  - 素晴らしい出会い（山下倫子）
  - 椿山課長の七日間（市川静子）
  - みにくいアヒルの子（母アヒル）

### その他コンテンツ
- It's Say You vol.3
- のりもの大好き（のりロボ）
- マックスファクターメイクアップショウ（MC）